# Hoofdje

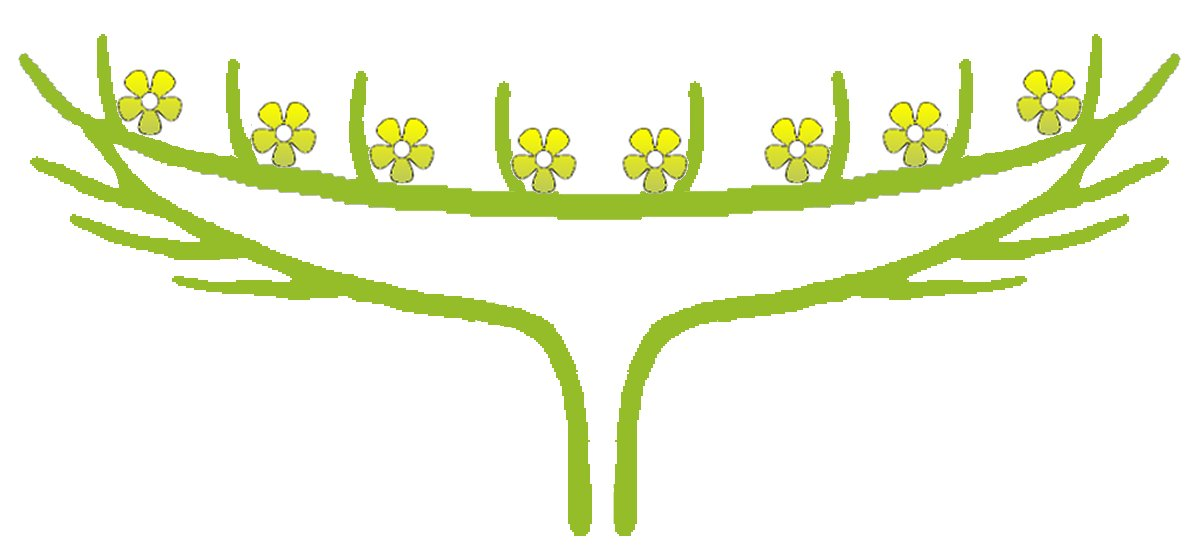
schotelvormig hoofdje

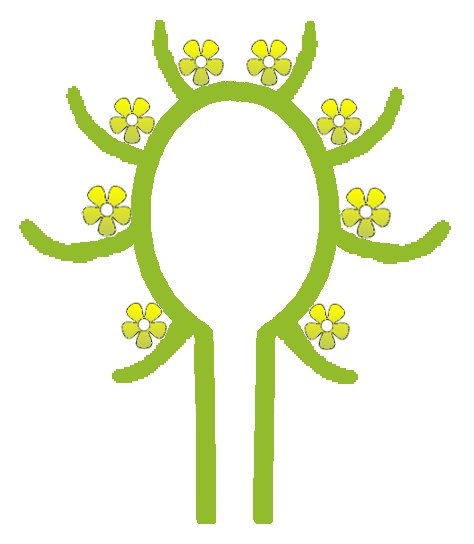
kegelvormig hoofdje

Een hoofdje (capitulum) of korfje (anthodium) is een bloeiwijze waarbij de hoofdas schotelvormig of bolvormig is uitgegroeid tot een schotelvormige of kegelvormige bloembodem met dichtopeenzittende ongesteelde bloemen en een goed ontwikkeld omwindsel (schutbladen) zoals bij de composietenfamilie (Asteraceae). 
Soms is er een duidelijk onderscheid tussen de bloempjes op de bloembodem. Er worden drie typen onderscheiden: lintbloemen, buisbloemen en straalbloemen (zie composietenfamilie). Tussen de bloemen kunnen soms vliezige schutblaadjes voorkomen, de stroschubben zoals bij valse kamille.
Sommige bloeiwijzen lijken op een hoofdje, maar zijn dat niet. Zo is de bloeiwijze bij klaver geen hoofdje maar een hoofdjesachtige tros.

Voorbeeld van hoofdjes
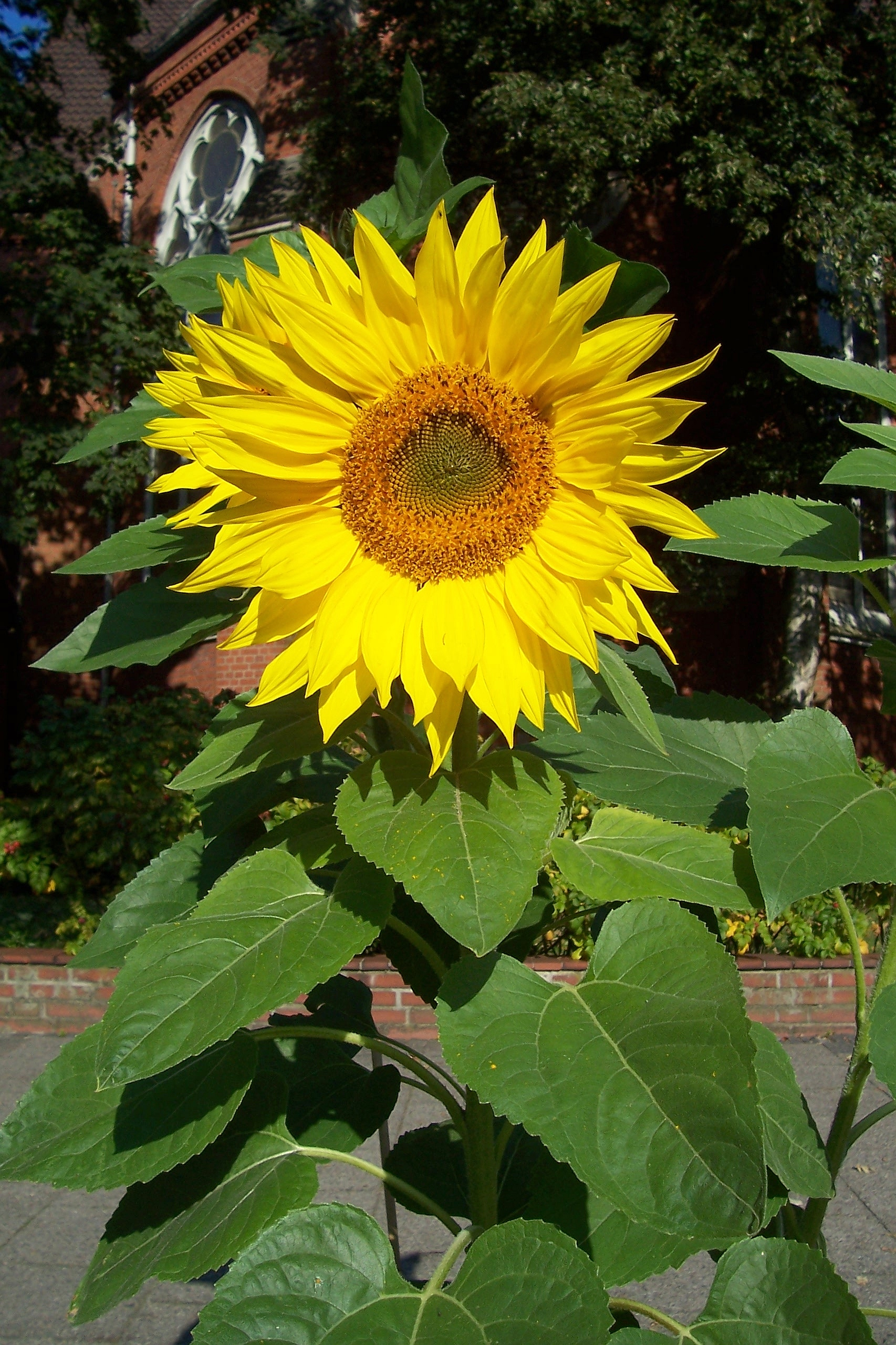
Schotelvormig hoofdje van zonnebloem
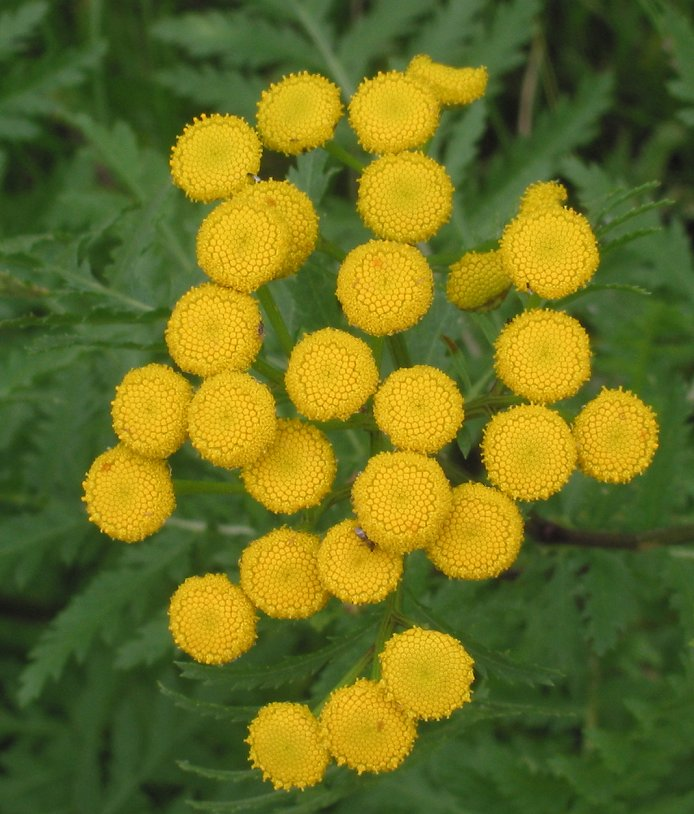
Schotelvormige hoofdjes van boerenwormkruid
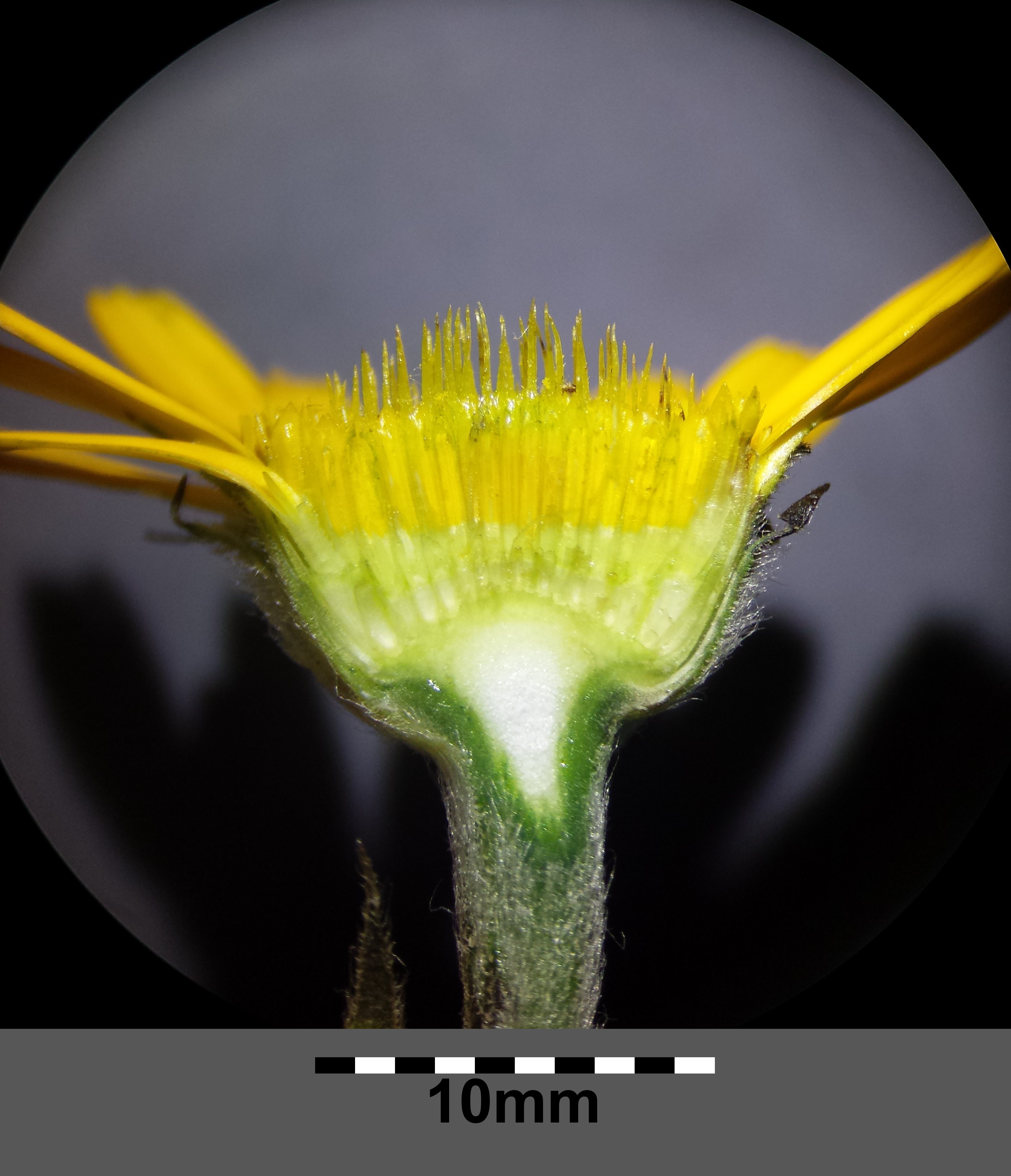
Schotelvormig hoofdje met schutblaadjes van buisbloemen van wilgkoeienoog  (lengtedoorsnede)
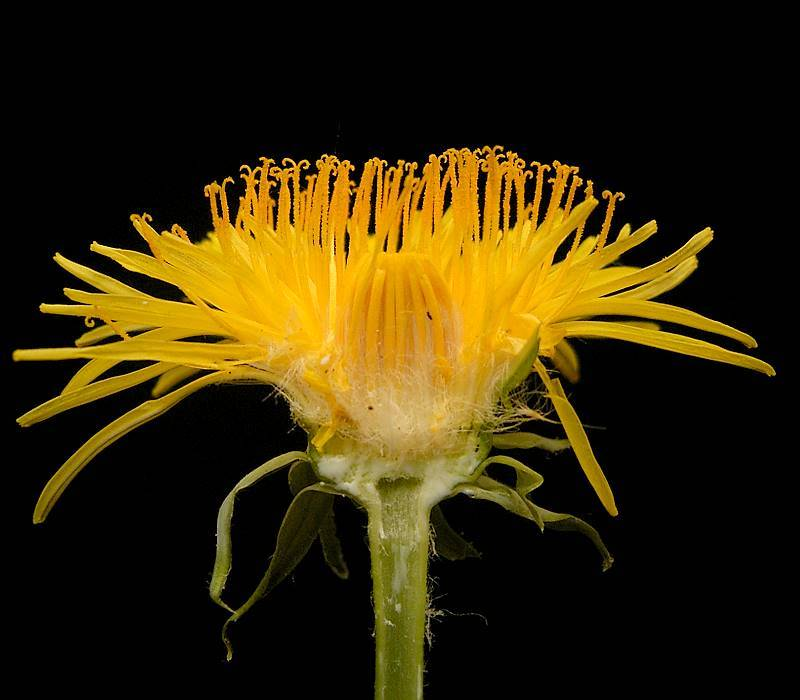
Schotelvormig hoofdje van paardenbloem (lengtedoorsnede)
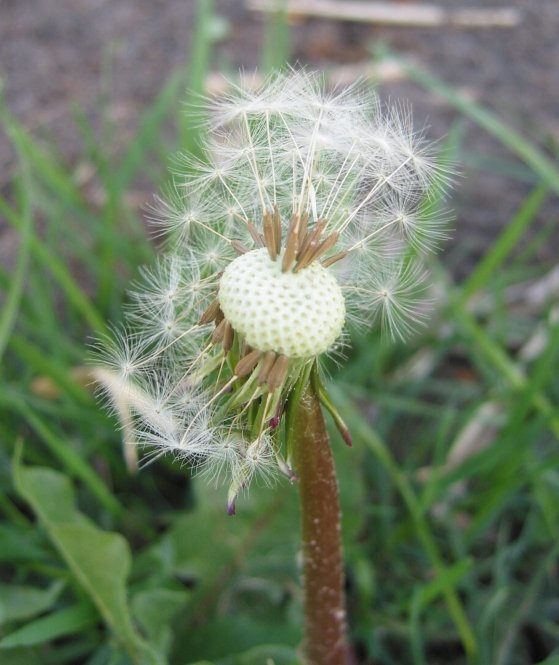
Schotelvormig hoofdje van paardenbloem met zaad
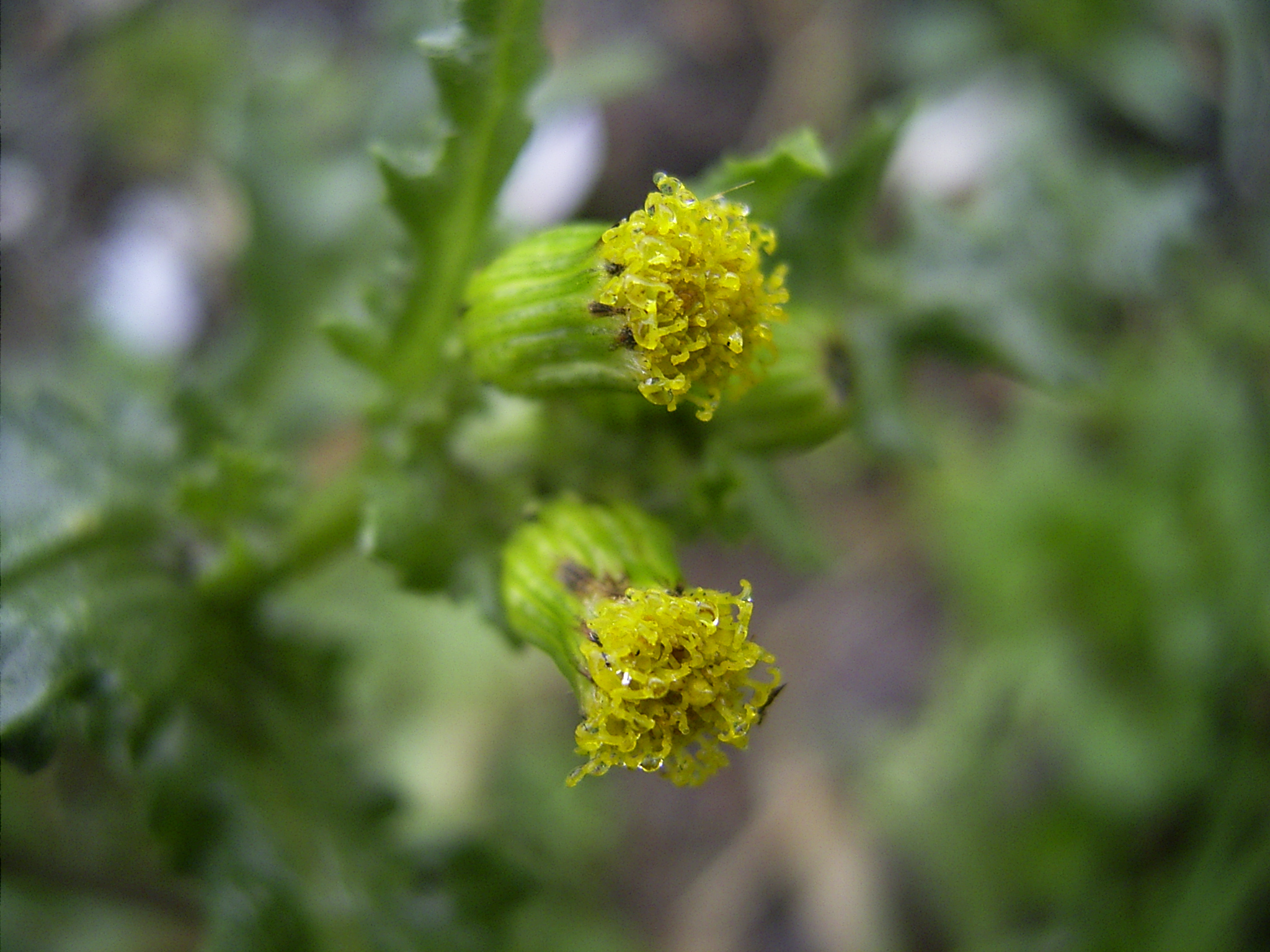
Schotelvormig hoofdje van klein kruiskruid met lange omwindselbladen
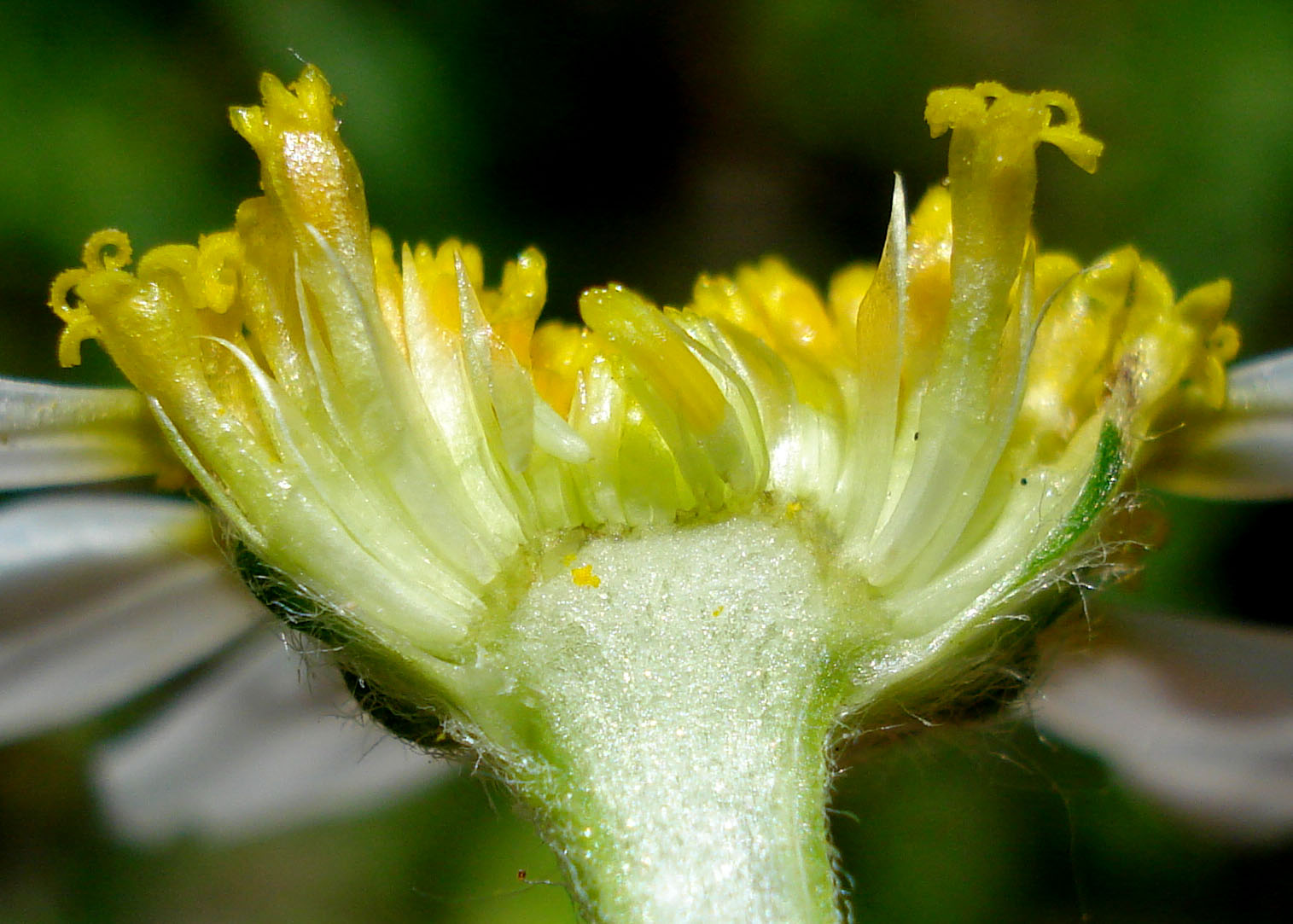
Kegelvormig hoofdje met stroschubjes van buisbloemen (lengtedoorsnede)
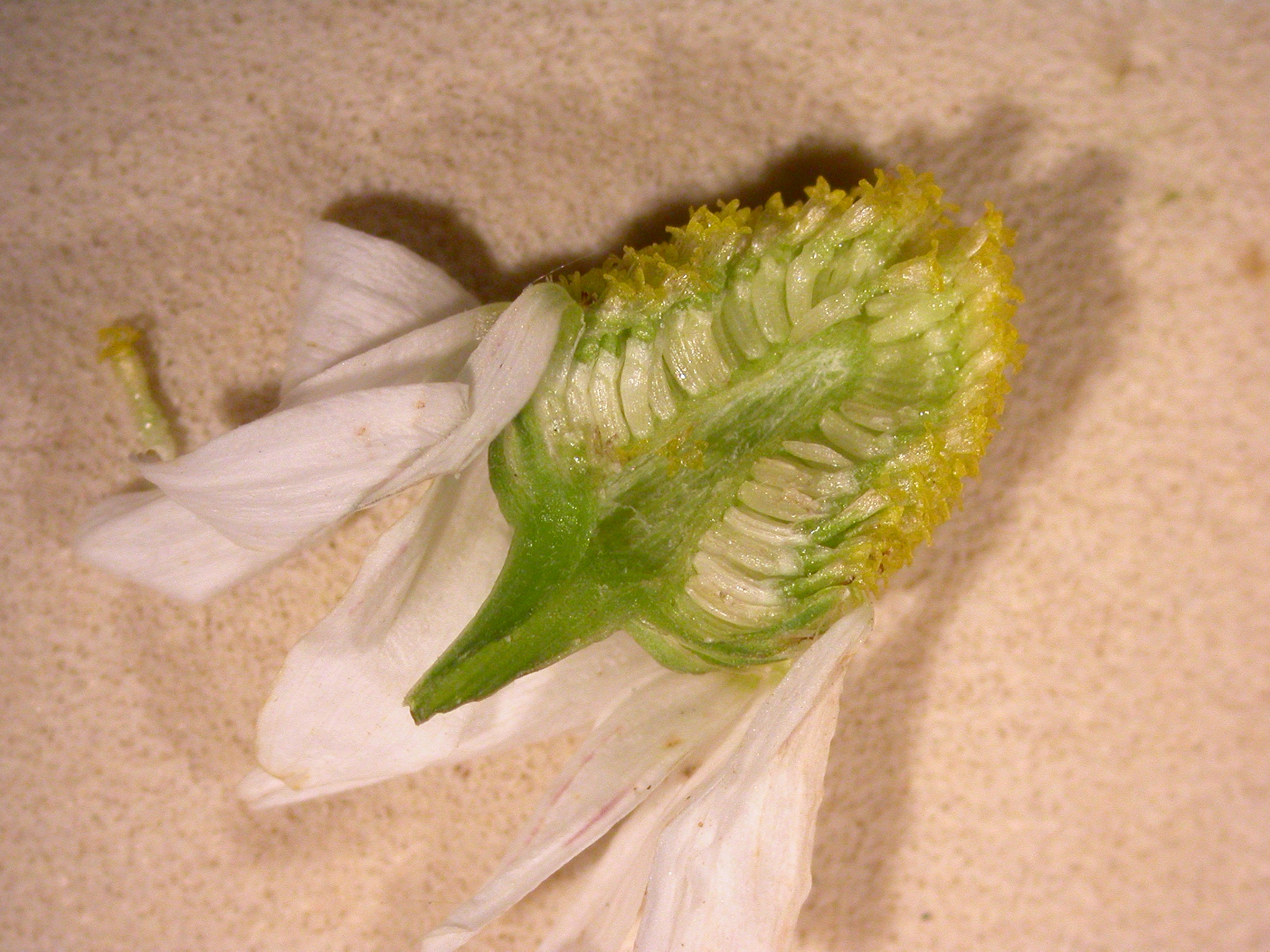
Kegelvormig hoofdje van echte kamille zonder stroschubben (lengtedoorsnede)
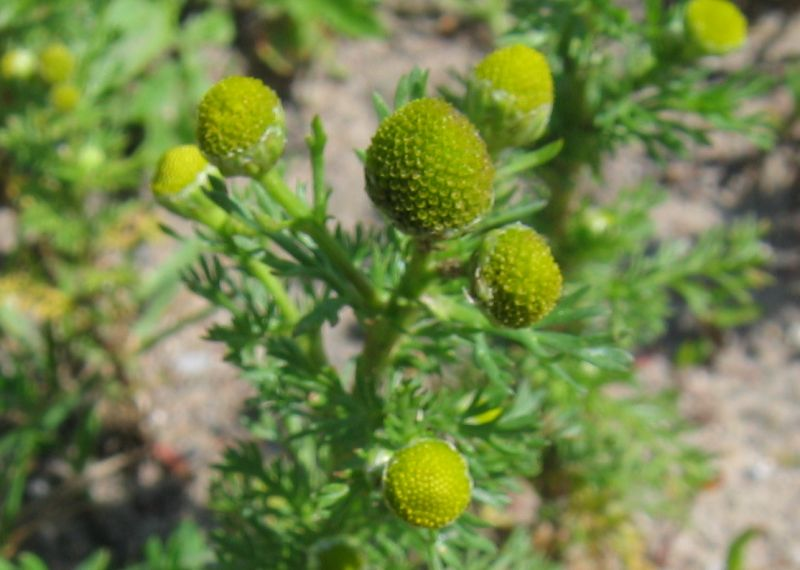
Kegelvormig hoofdje van schijfkamille zonder stroschubben (lengtedoorsnede)
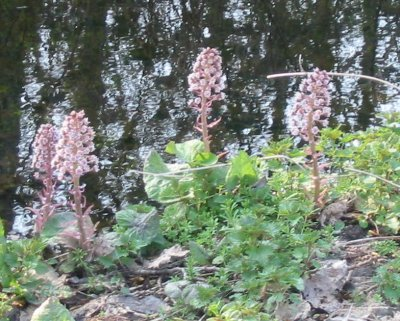
Pluim met hoofdjes bij groot hoefblad
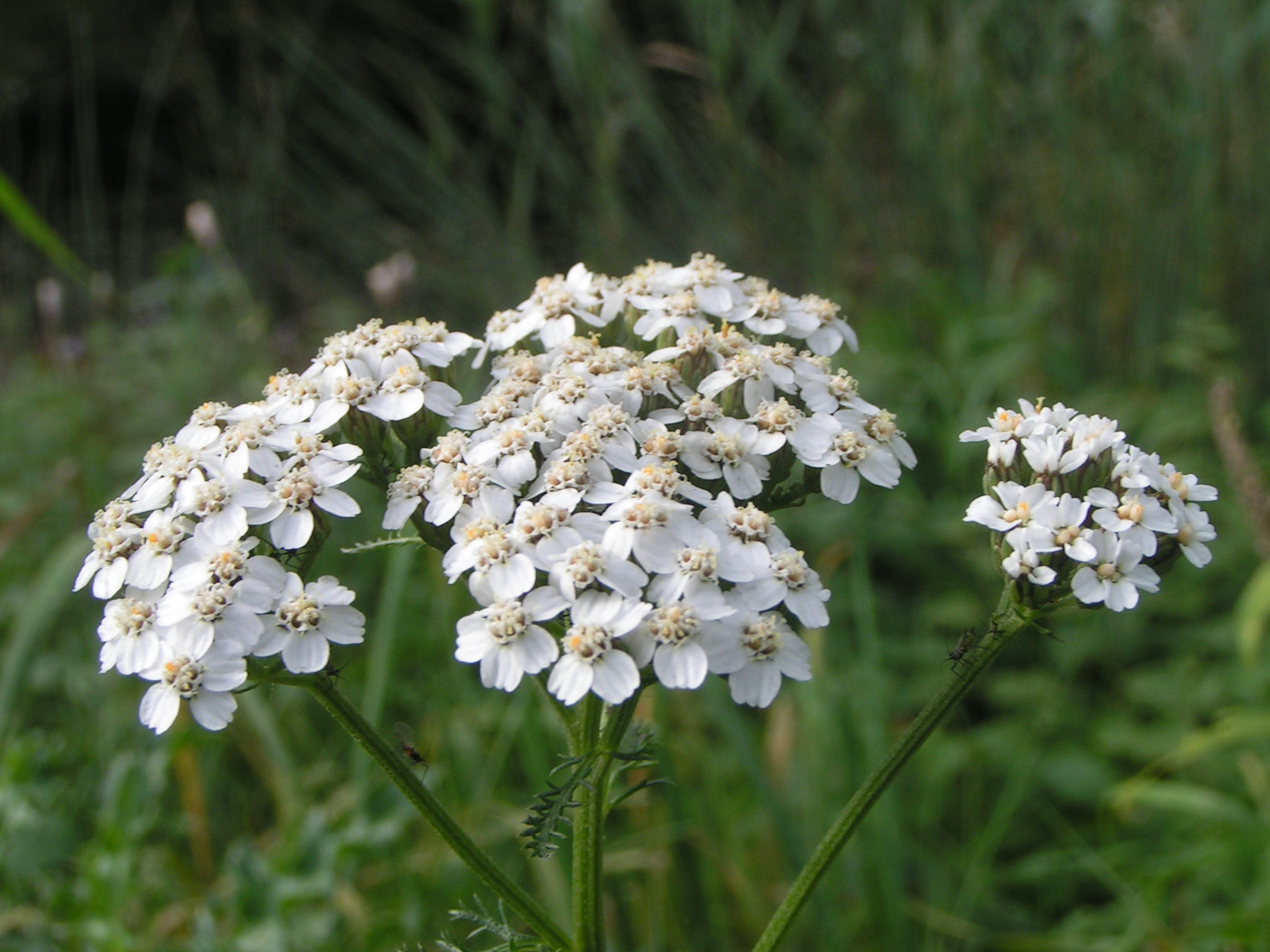
Tuil met hoofdjes bij duizendblad
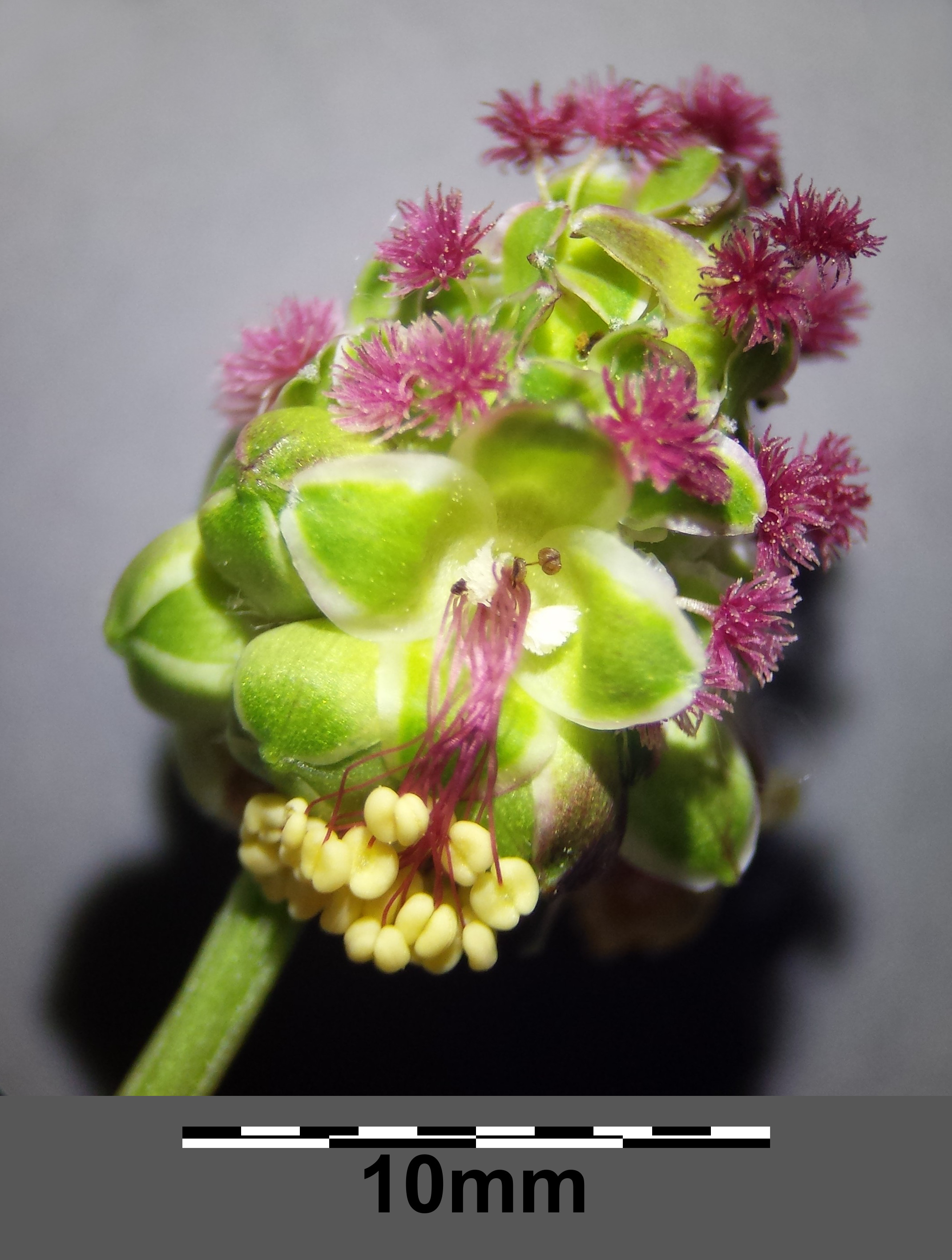
Hoofdje van kleine pimpernel